# 捷穆尔·拉希莫夫
捷穆尔·拉希莫夫（1997年7月8日—），塔吉克斯坦男子柔道运动员，2019年亚洲柔道锦标赛男子100公斤以上级银牌得主、2021年亚洲柔道锦标赛男子100公斤以上级铜牌得主、2022年亚洲柔道锦标赛男子100公斤以上级银牌得主、2022年亚洲运动会男子100公斤以上级银牌得主。